# Modisimus pana
Modisimus pana är en spindelart som beskrevs av Huber 1998. Modisimus pana ingår i släktet Modisimus och familjen dallerspindlar.
Artens utbredningsområde är Guatemala. Inga underarter finns listade i Catalogue of Life.